# There Will Never Be Another You
There Will Never Be Another You ist ein Lied, das von Mack Gordon (Text) und Harry Warren (Musik) geschrieben wurde und 1942 erschienen ist. Die Musical-Komposition entwickelte sich schnell zu einem gern interpretierten Titel und beliebten Jazz-Standard.

## Hintergrund
Die Komposition ist in der Liedform A-B1-A-B2 und in einer Durcharakteristik gehalten; der A-Teil von There Will Never Be Another You enthält zwei längere Sequenzen mit ansteigenden Viertelnoten. Die B-Teile kehren dies mehr oder weniger mit drei fallenden Sequenzen mit Viertelnoten um. Dadurch entsteht der allumfassender Eindruck des Ansteigens und Fallens, gemildert durch kurze Richtungswechsel, doch ohne eine wirkliche Bridge.

## Erste Aufnahme und Rezeptionsgeschichte
There Will Never Be Another You wurde von John Payne und Joan Merrill in dem Spielfilm Iceland (1942) gesungen. Im selben Jahr nahm ihn Woody Herman and His Orchestra auf, der 1942 mit seiner Decca-Aufnahme auf #23 der US-Charts gelangte. Im folgenden Jahr schaffte es Sammy Kaye mit seinem Orchester ebenfalls in die amerikanische Hitparade (#20, Bandsängerin war Nancy Norman). Ab den 1950er Jahren entstanden von There Will Never Be Another You im Jazz und Swing zahlreiche weitere Coverversionen, wodurch der Song zu einem beliebten Jazzstandard wurde; der Diskograf Tom Lord listet 720 Versionen des Songs. Ihn nahmen allein in den 1950er Jahren u. a. die Lionel Hampton Big Band, Sonny Stitt (1950), Lester Young/Oscar Peterson und Stan Getz (1952), ferner Art Tatum, Marian McPartland (1953), Jimmy Raney, Chet Baker mit einer Vokalversion (1954), ferner von Buddy Collette, Max Roach, Lennie Tristano, Anita O’Day und Lee Konitz auf, in Europa Flavio Ambrosetti, Tubby Hayes, Bobby Jaspar, Hans Koller, Rita Reys, René Thomas, Eje Thelin, Maurice Vander, Putte Wickman und Barney Wilen. In späteren Jahren nahmen sich u. a. auch Michel Petrucciani (1985), Riccardo Del Fra (1988), David S. Ware (1991), Alexander von Schlippenbach (1992), Nils Landgren (1993), Jeanne Lee (1993), Dave Liebman (1996), Matthew Shipp (Songs 2002) und Tony Glausi (2020) des Standards an.